# Grafenau, Württemberg
Grafenau là một thị xã nằm trong quận Böbleden ở bang Baden-Wurm ở Đức.

## Dân số
| Năm  | Dân số |
| ---- | ------ |
| 1961 | 3.289  |
| 1970 | 4.482  |
| 1980 | 5.100  |
| 1990 | 5.564  |
| 2000 | 6.565  |
| 2010 | 6.516  |
| 2015 | 6.735  |